# Beled (Ausztria)
Beled (németül: Bildein) község Ausztriában Burgenland tartományban a Németújvári járásban. Alsó- és Felsőbeled egyesítése.

## Fekvése
Monyorókeréktől 3 km-re északra a magyar határ mellett a Pinka bal partján fekszik.

## Története
Beledet 1221-ben "Belud" alakban a Ják nemzetség birtokaként említik először. III. András király 1297-ben más birtokokért Monyorókerékkel együtt cserébe Héderváry Jakab mesternek a Németújvári grófok ősének adományozta. 1369-ben I. Lajos király a monyorókeréki uradalmat mint királyi birtokot, benne Beledet a hozzá hű udvari vitézének, Ellerbach Vilmosnak adta. Ebben az adománylevélben "Belyd" néven említik. 1449-ben jelenik meg először Beled német neve "Pildein" alakban. 1496-ban a monyorókeréki uradalmat Erdődy Bakócz Tamás esztergomi érsek vásárolta meg. Ekkor szerepel először külön a két Beled, mert Felsőbeledet "Felaewbelyk" alakban említik. 1498-ben "Also Beled" és "Felsew Beled" néven már mindkét későbbi településrész külön is szerepel. 1517-ben Bakócz Tamás birtokainak felosztása után a monyorókeréki uradalom unokaöccsének Erdődy Péternek jutott. 1539-ben Alsóbeled a pornói apátság birtoka volt. 1556-ban Erdődy Péter a monyorókeréki uradalmat Zrínyi Miklósnak adta zálogba. A Zrínyiek 1613-ig maradtak Beled urai, amikor az uradalmat Erdődy Tamás visszaszerezte. 1643-ban Ferdinánd király a pornói uradalommal a soproni jezsuitáknak adta. Alsóbeled iskoláját 1698-ben említi az egyházi vizitáció. Ez volt az egyik legrégibb iskola a Pinka völgyében.
1720-ban Alsóbeleden 29, Felsőbeleden 32 portát számláltak. 1787-ben Alsóbelednek 59 háza és 362 lakosa, Felsőbelednek 60 háza és 365 lakosa volt. 1828-ban a házak száma 69 és 66, a lakosoké 413 és 389 volt.
Fényes Elek szerint "Alsó-Beled, (Unter-Bildein), német falu, Vas vmgyében, a Pinka-völgyében, 373 kath., 3 evang. lak., paroch. szentegyházzal, jó réttel és legelővel. F. u. Estei Ferencz modenai herczeg s a pornói urad. tartozik. Ut. p. Szombathely. Felső-Beled, német falu, Vas vgyében, 340 kath. lak., jó rétekkel. F. u. gr. Erdődy. Ut. p. Szombathely."
Vas vármegye monográfiája szerint ".Alsó-Beled, 62 házból álló falu. Lélekszáma 375, ev. ref. és ág. ev. lakosai németajkúak. Postája Pornó, távírója Szombathely. A Pinka patak mellett, a tervezett pinka-mindszent-szombathelyi vasútvonal mentén fekszik. Plebániája 1626-ban a pornói apátság kegyurasága alá tartozott és 1695-ben Dobrahelyi Fülöp baccalaureus és volt pazmanita volt a plébánosa. Jelenleg Mária Terézia főherczegnő gyakorolja a kegyúri jogokat."
"Felső-Beled lakosai németajkúak. Házainak száma 60. Lélekszáma 415, akik vallásra nézve r. katholikusok és ág. evangelikusok. Postája Pornó, távírója Szombathely. A község a Pinka patak mellett fekszik; itt vezetik el a tervezett pinka-mindszent-szombathelyi vasútat. Birtokosa gróf Erdődy Lajos."
1910-ben Alsóbelednek 407, Felsőbelednek 411, túlnyomórészt német lakosa volt. Felsőbeleden jelentős magyar kisebbség is élt. Ebben az évben nyílt meg a felsőbeledi iskola. A trianoni békeszerződésig Vas vármegye Szombathelyi járásához tartozott. A békeszerződések Ausztriának ítélték, így 1922-ben Burgenland része lett. 1924-ben mindkét településen megalakult az önkéntes tűzoltóegylet. Alsó- és Felsőbeledet 1971-ben közigazgatásilag Monyorókerékhez csatolták. 1993. január 1-jén népszavazással elszakadt Monyorókeréktől Beled néven önálló község lett. 2001-ben Alsóbeleden 166, Felsőbeleden 207 lakos élt.

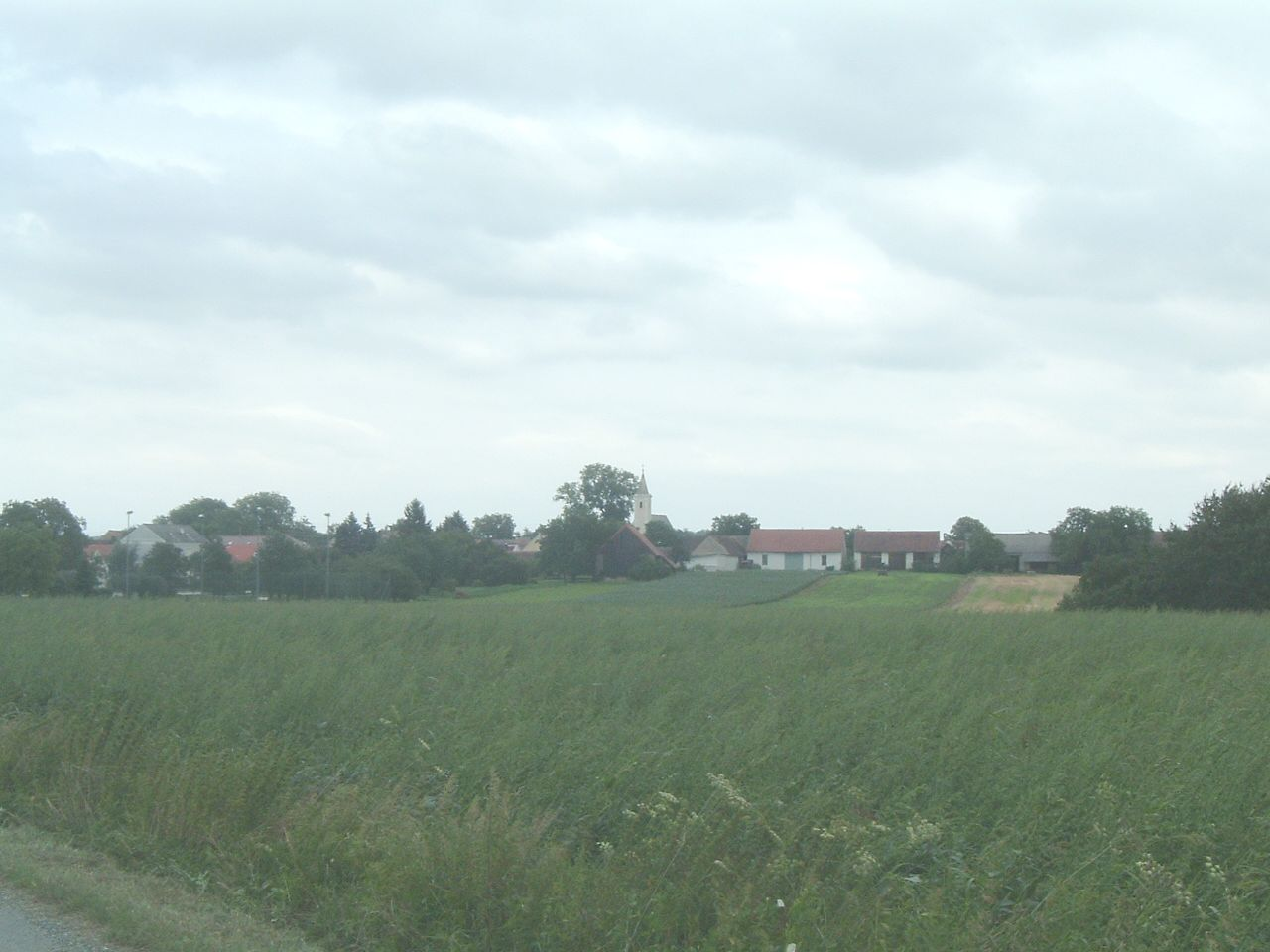
Alsóbeled látképe

## Nevezetességei
- Szent Vitus tiszteletére szentelt plébániatemploma román kori eredetű. Mai formáját 1746-ban az átépítés után nyerte el. 1987-ben belül, 1993-ban kívül renoválták. Szentélye késő gótikus, főoltárképén Szent Vitus mártíromsága látható, kétoldalt az oszlopok között Szent Péter és Szent Pál szobraival.
- Beleden egy történeti múzeum is található, mely Burgenland történetét mutatja be.
- A községben évente zenei fesztivált rendeznek.